# بازار نو
محله بازار نو یزد، یکی از محلات قدیمی، بافت تاریخی یزد می‌باشد که در حدفاصل محلات وقت الساعت و فهادان قرار گرفته‌است.
این محله با توجه به موقعیت خود یکی از ورودی‌های اصلی عرصه بافت تاریخی یزد می‌باشد.

## وجه تسمیه
مورخان یزد و تحقیقات محلی اطلاعی در خصوص تسمیه این محله بدست نمی‌دهد. اما به احتمال زیاد این نام به گسترش شهر در اواخر قرن نهم، بر می‌گردد که بازار جدید الاحداثی درمجاورت محله وقت الساعت احداث شد، که با توسعه این بازار، محله ای به همین نام شکل گرفت.

## بناهای شاخص
- مسجد ملاعبد الخالق
- مسجد آکریما
- بقعه گنبد هشت
- مسجد زین الدین آقا
- خانه امام حسینی
- مسجد بازارچه
- مسجد افشارها
- مسجد سادات قول هوالهی

### نقل قول
نام این محله در جامع مفیدی ذیل ذکر عمارات الله قلی بیک در یزدآمده است:

در اوایل حال که آن جناب از جانب خاقان جنت آشیان به خدمت کراقی سرکار خاصه شریفه سرافراز گردیده به یزد آمد در محله بازار نو متصل به میدان وقت وساعت خانه ای خریداری نمود و ودر اطراف وجوانب چند خانه دیگر خریده به یکدیگر متصل ساخت و عمارت عالی از حوضخانه و شاه نشین و طنبی و قهوه‌خانه طرح انداخته به اتمام رسانید ودر ایام حیات و زمان دولت در آنجا صبحت مشغولی نمود.